# Muriel (futebolista)
Muriel Gustavo Becker, mais conhecido apenas como Muriel (Novo Hamburgo, 14 de fevereiro de 1987), é um futebolista brasileiro que atua como goleiro. Atualmente, defende o Náutico.

## Clubes

### Internacional
Revelado pelo Internacional em 2007, Muriel despontou como grande promessa no futebol, oriunda da conquista do Brasileirão Sub-20, em 2006. 
Em 18 de fevereiro de 2009, foi emprestado ao Caxias. Após ser um dos destaques do clube Caxiense, Muriel retornou ao Internacional em 29 de agosto de 2009 para ser repassado à Portuguesa para a disputa da Série B. Em 01 de setembro de 2009 foi repassado a Lusa até o fim do ano.
Em 2010, o goleiro retornou ao Colorado, no intuito de ser mais aproveitado pelo clube de Porto Alegre. Apesar de ter se tornado o terceiro goleiro do time profissional, foi bastante aproveitado no time B, onde teve atuações destacadas e conquistou a Copa Sub-23 de 2010.
Após a participação do clube na Libertadores de 2011, onde está inscrito, Muriel iria ser emprestado novamente à Portuguesa numa negociação envolvendo a contratação do lateral-esquerdo Fabrício. Mas, se manteve na reserva e no dia 19 de junho de 2011, teve a oportunidade de ser titular no jogo contra o Coritiba no Campeonato Brasileiro de 2011, fazendo partida memorável como uma das melhores de sua carreira. Terminou a temporada como titular, atuando em 41 partidas no ano.
No dia 20 de junho de 2012, completou um ano como dono da camisa 1 colorada e recebeu elogios de Taffarel.

Após três anos como titular da equipe colorada, em 2014 chega Dida, veterano e ex-goleiro da seleção para disputar a posição, Muriel então passa boa parte dessas duas temporadas no banco, revezando as vezes com Dida.

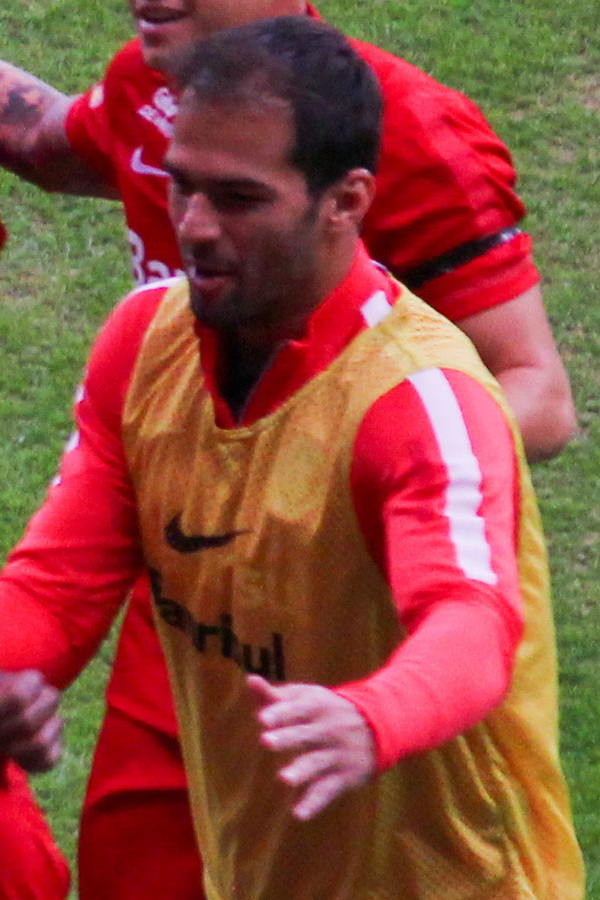
Muriel no Internacional em 2016.

Em 2016 uma série de lesões fizeram com que o goleiro não conseguisse a sequência esperada, mesmo após seu irmão mais novo, Alisson, ter sido vendido à Roma. Perdeu a posição de titular também para Danilo Fernandes, que havia chegado no mesmo ano. Com isso, no meio de 2016 o Internacional resolveu emprestar Muriel para o Bahia.

### Bahia
No dia 20 de julho de 2016, Muriel foi apresentado no Bahia. Chegou ao Tricolor envolvido na transferência do também goleiro Marcelo Lomba, que foi para o Internacional. O arqueiro veio por empréstimo até o final da temporada, com custos arcados pelo Colorado. Apesar da situação delicada ao chegar, o Bahia teve apenas uma vitória nos oito jogos anteriores a chegada do goleiro, Muriel se mostrou confiante no retorno para Série A. Ele declarou:
"Sei que o Bahia tem obsessão de subir para Série A, e esse também é meu objetivo agora. Vou dar meu máximo para cumprir os objetivos do clube. É um grupo de muita qualidade, vamos nos ajudar para crescer e subir para Série A no final do ano."
Muriel realizou a sua estreia pelo Bahia no dia 23 de julho, diante do Luverdense. No seu primeiro jogo, não foi vazado e viu a equipe vencer por 1 a 0 na Arena Fonte Nova.
Terminado o empréstimo, no fim de 2016, Muriel ficou treinando em separado no Inter, ficando fora dos planos colorados pra 2017. Seu contrato com o colorado encerrou em 31 de maio de 2017.

### Belenenses
Em 12 de junho de 2017, Muriel acertou com o Belenenses, de Portugal.
No ano de 2018 o foi eleito o melhor arqueiro do Campeonato Português, jogando todas as partidas do clube na Primeira Liga, foi o único jogador a entrar na seleção do campeonato de fora dos três grandes de Portugal (Benfica, Porto e Sporting) e desbancou Iker Casillas na disputa.

### Fluminense
No dia 5 de julho de 2019, assinou por 3 anos e meio com o Fluminense. A chegada do goleiro foi para repor a ausência de Rodolfo, flagrado em exame antidoping por suspeita de uso de cocaína.
Foi fundamental na conquista da Taça Rio 2020 contra o Flamengo de Jorge Jesus, na qual defendeu duas penalidades e garantiu o título ao Fluminense.
Perdeu espaço no time titular em 2021, após Marcos Felipe se destacar na equipe. Em 2022, com a chegada de Fábio, Muriel passou a ser a 3° opção de goleiro.
Ao todo atuou em 71 jogos e conquistou três títulos: a Taça Rio 2020, a Taça Guanabara 2022 e o Campeonato Carioca 2022.

### AEL Limassol
Após rescindir amigavelmente o seu contrato com o Fluminense, Muriel foi anunciado como reforço do AEL Limassol, do Chipre.

### Vitória
Em janeiro de 2024, o presidente do Vitória, Fábio Mota, confirmou a contratação do goleiro Muriel.

## Vida pessoal
É o irmão mais velho de Alisson Becker, também goleiro, que atua no Liverpool, e ambos formados no Internacional.

## Títulos
Internacional
- Campeonato Gaúcho: 2008, 2011,  2012, 2013, 2014, 2015, 2016
- Copa Libertadores: 2010
- Recopa Sul-Americana: 2011
- Recopa Gaúcha: 2016
- Copa Sub-23: 2010

Fluminense
- Campeonato Carioca: 2022
- Taça Rio: 2020
- Taça Guanabara: 2022

Vitória
- Campeonato Baiano: 2024

Seleção Brasileira Sub-20
- Campeonato Sul-Americano Sub-20: 2007